# Клівленд (округ, Арканзас)
Шаблон:StateAbbr_ 33°53′50″ пн. ш. 92°10′12″ зх. д. / 33.897222222222° пн. ш. 92.17° зх. д.
Округ Клівленд (англ. Cleveland County) — округ (графство) у штаті Арканзас. Ідентифікатор округу 05025.

## Історія
Округ утворений 1873 року.

## Демографія
За даними перепису
2000 року
загальне населення округу становило 8571 осіб, усе сільське.
Серед мешканців округу чоловіків було 4185, а жінок — 4386. В окрузі було 3273 домогосподарства, 2515 родин, які мешкали в 3834 будинках.
Середній розмір родини становив 3.
Віковий розподіл населення поданий у таблиці:
| Стать    | До 15 років | 15-21 | 22-29 | 30-39 | 40-49 | 50-65 | 65-85 | Понад 85 |
| -------- | ----------- | ----- | ----- | ----- | ----- | ----- | ----- | -------- |
| Чоловіки | 938         | 381   | 402   | 616   | 582   | 753   | 478   | 35       |
| Жінки    | 890         | 437   | 399   | 628   | 580   | 803   | 539   | 110      |

## Суміжні округи
- Джефферсон — північний схід
- Лінкольн — схід
- Дру — південний схід
- Бредлі — південь
- Калгун — південний захід
- Даллас — захід
- Грант — північний захід

## Виноски
1. ↑  U.S. Decennial Census. United States Census Bureau. Архів оригіналу за 26 квітня 2015. Процитовано 25 серпня 2015.
2. ↑  Historical Census Browser. University of Virginia Library. Архів оригіналу за 11 серпня 2012. Процитовано 25 серпня 2015.
3. ↑  Forstall, Richard L., ред. (27 березня 1995). Population of Counties by Decennial Census: 1900 to 1990. United States Census Bureau. Архів оригіналу за 24 вересня 2015. Процитовано 25 серпня 2015.
4. ↑  Census 2000 PHC-T-4. Ranking Tables for Counties: 1990 and 2000 (PDF). United States Census Bureau. 2 квітня 2001. Архів оригіналу (PDF) за 18 грудня 2014. Процитовано 25 серпня 2015.
5. ↑  State & County QuickFacts. United States Census Bureau. Архів оригіналу за 7 червня 2011. Процитовано 20 травня 2014.(англ.) Наведено за англійською вікіпедією.
6. ↑  American FactFinder. Бюро перепису населення США. Архів оригіналу за 29 липня 2011. Процитовано 31 січня 2008.

| США | Це незавершена стаття з географії США. Ви можете допомогти проєкту, виправивши або дописавши її. |